# Bertin Ollé Ollé
Bertin Ollé Ollé (* 30. November 1961; † 13. Januar 2024 in Yaoundé) war ein kamerunischer Fußballspieler. 

## Karriere
Ollé Ollé begann seine Karriere in der Jugend von Tonnerre Yaoundé. 1980 schaffte er den Sprung in den Profikader. Bei Tonnerre Yaoundé blieb er zehn Jahre bis 1989 und wurde mehrfach kamerunischer Meister und Pokalsieger. Für eine Saison ging Ollé Ollé zu Racing Bafoussam.
Ollé Ollé nahm mit der U-20-Auswahl Kameruns als Kapitän an der U-20-Weltmeisterschaft 1981 teil, wo er in drei Partien in Gruppe D zweimal verlor und ein Remis gegen Australien holte. In dieser Partie schoss er sein einziges Tor im Turnier.
1987 nahm Bertin Ollé Ollé mit der A-Nationalmannschaft von Kamerun an den All-Africa Games teil. Am Ende des Turniers wurde Kamerun Vierter. Ollé Ollé erzielte dabei in allen Partien der Gruppenphase und beim Spiel um Platz 3 gegen Malawi (1:3) jeweils ein Tor und wurde Torschützenkönig.
1988 war der Mittelfeldspieler Teil der kamerunischen Mannschaft, die an der Afrikameisterschaft teilnahm. Dabei kam er, außer bei der ersten Partie gegen Ägypten (1:0), bei allen Spielen zum Einsatz. Am Ende wurde das Team nach einem 1:0 im Finale gegen Nigeria Afrikameister. Zudem wurde Kamerun mit Ollé Ollé am 8. Dezember 1988 Zweiter beim UDEAC Cup, als man im Finale Gabun unterlag.
Sein Sohn Alain Junior Ollé Ollé war ebenfalls Profifußballer. 
Bertin Ollé Ollé starb nach langer Krankheit im Januar 2024.

## Erfolge
- Torschützenkönig der All-Africa Games: 1987
- Fußball-Afrikameister: 1988
- 2. Platz beim UDEAC Cup: 1988